# Эрлевайн, Майкл
Майкл Эрлевайн (англ. Michael Erlewine; род. 18 июля 1941) — американский музыкант и астролог, который в 1991 году основал All Music Guide. Занимался фолк-музыкой с конца 1950-х, в 1961 году путешествовал по США вместе с Бобом Диланом. Вместе с братом основал команду Prime Movers, игравшую преимущественно блюз. Именно в ней начинал свою музыкальную карьеру Игги Поп, который и прозвище своё получил от товарищей по группе.